# Jeanne Driessen
Jeanne Marie Hubertine Alphonsine Driessen (Maaseik, 3 mei 1892 - Genk, 15 juli 1997) was een Belgisch senator.

## Levensloop
Jeanne Driessen was een dochter van Louis Driessen, burgemeester van Maaseik. Zij was de op een na oudste van 7 kinderen. Ze liep school bij de Ursulinen in haar geboortestad Maaseik en studeerde van 1921 tot 1924 aan de Vlaamse Hogeschool voor Vrouwen in Antwerpen. In 1923 was ze betrokken bij de stichting van de oud-leerlingenbond.
In 1920 richtte Driessen in Maaseik 't Eikeltje op, een bloeiende afdeling van de katholieke Vlaamse meisjesbeweging. Ook werkte ze occasioneel mee aan Gudrun, het blad van de katholieke Vlaamse meisjes- en vrouwenbeweging. Daarenboven werd ze voorzitster van de Vlaamse Meisjesgilden in Limburg, monitrice in de Katholieke Sociale School voor Vrouwen in Brussel, Limburgs gouwvoorzitster van de Vlaamse Meisjesbond, lid van het nationaal hoofdbestuur van de Vlaamse Meisjesbond en leidster van de Limburgse afdeling van de Vrouwelijke Katholieke Arbeidersjeugd. Van 1936 tot 1958 was ze voorzitster van de Limburgse afdeling van de Kristelijke Arbeidersvrouwen.
Na haar studies was Driessen korte tijd werkzaam op het Algemeen Secretariaat der Christelijke Sociale Vrouwenwerken in Brussel. In 1924 werd ze directrice van de Christelijke Sociale Werken in de Limburgse mijnstreek. Vervolgens werd ze in 1930 verbondssecretaris van het Provinciaal Verbond van Vrouwengilden in Limburg. Ze werd daarnaast ook ondervoorzitster van het ACW Limburg en van het Verbond van Christelijke Ziekenkassen in Limburg. Van 1940 tot 1945 was ze provinciaal voorzitster van de Dienst van Gezinnen door Oorlog Geteisterd en van het Nationaal Werk voor Dienstbetoon aan de Gezinnen van Militairen.
Van 1927 tot 1931 was ze voor de Katholieke Partij gemeenteraadslid van Genk. In 1949 werd ze verkozen tot CVP-senator voor het arrondissement Hasselt-Tongeren-Maaseik en het jaar daarop werd ze gecoöpteerd senator, een mandaat dat ze vervulde tot in 1965. In 1952 en 1953 was ze Belgisch afgevaardigde bij de algemene vergadering van de VN in New York.
Jeanne Driessen overleed in Genk op 15 juli 1997 op de gezegende leeftijd van 105 jaar.